# Relations entre le Cameroun et le Royaume-Uni
Les relations entre le Cameroun et le Royaume-Uni sont les relations bilatérales de la république du Cameroun et du Royaume-Uni de Grande-Bretagne et d'Irlande du Nord. Elles sont établies le 1er février 1960. Les deux pays sont membres du Commonwealth, des Nations unies et de l'Organisation mondiale du commerce (OMC). Sur le plan bilatéral, les deux pays ont conclu un accord de partenariat économique. 

## Histoire
Après la Première Guerre mondiale, la partie occidentale de l'ancien Cameroun allemand, est placée sous administration britannique jusqu'en 1961. À l'issue d'un référendum, une partie du Cameroun britannique (Cameroun méridional) rejoint la république du Cameroun pour former la république fédérale du Cameroun. 

## Relations économiques
Du 4 août 2014 au 30 décembre 2020, les échanges commerciaux entre le Cameroun et le Royaume-Uni étaient régis par l'Accord de partenariat économique Cameroun-Union européenne, alors que le Royaume-Uni était membre de l'Union européenne.
Après le retrait du Royaume-Uni de l'Union européenne, le Royaume-Uni et le Cameroun ont signé l'Accord de partenariat économique Cameroun-Royaume-Uni le 28 décembre 2020. L'Accord de partenariat économique entre le Cameroun et le Royaume-Uni est un accord commercial de continuité, basé sur l'accord de libre-échange de l'UE, qui est entré en vigueur le 1er janvier 2021,. La valeur des échanges commerciaux entre le Cameroun et le Royaume-Uni s'élevait à 745 millions de livres sterling en 2022.